# Gavroche (journal satirique)
Pour les articles homonymes, voir Gavroche (homonymie).
Gavroche (en arménien Կավռօշ) est un journal satirique de langue arménienne fondé en 1908 par Yervant Tolayan (1883-1937), Krikor Torossian et Aram Andonian (1875-1951) à Constantinople. Yervant Tolayan, son animateur principal et rédacteur en chef, s'installe en France en 1925 et y reprend la publication de son journal entre 1926 et 1936.

## Historique

### Dans l'Empire ottoman
Gavroche est fondé en 1908 par Yervant Tolayan (dont le pseudonyme est d'ailleurs Gavroche), Krikor Torossian et le dessinateur Aram Andonian, mais c'est surtout le premier qui tient la barre. Le premier numéro paraît le 31 juillet 1908, seulement deux semaines après le coup d’État militaire forçant le sultan Abdülhamid II à restaurer la constitution ottomane, qui garantit plus de libertés.
Avec ce titre, le nouveau journal entend « personnifier l'âme ardente, narquoise, insouciante et héroïque de la sublime création de Victor Hugo » et donc, comme le note l'historienne Anahide Ter Minassian, il « revendique clairement une filiation française et révolutionnaire ».
Gavroche connaît des variations de format et de périodicité :
- 1908-1910 : tri-hebdomadaire de 1908 à 1910, grand format (28 cm x 40 cm) de quatre pages ;
- 1911-1912 : hebdomadaire, format réduit de revue littéraire allant de 20 à 32 pages ;
- Pendant quelques mois en 1912 : tri-hebdomadaire ;
- 1913-1914 : hebdomadaire.

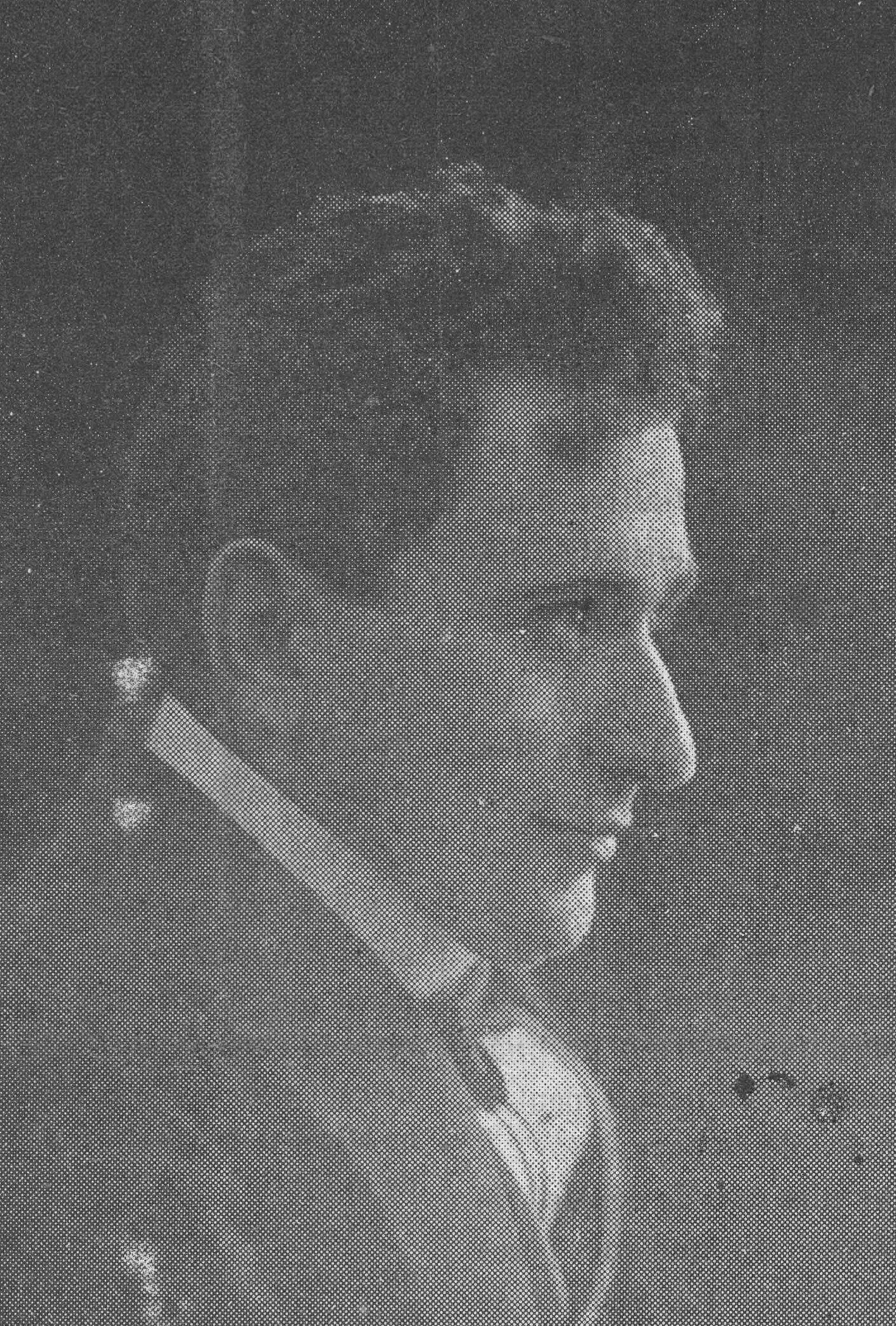
Yervant Toloyan vers 1911.

À partir de 1909, Yervant Toloyan publie pratiquement seul son journal avec la collaboration de journalistes-dessinateurs (mal connus pour la plupart) qui travaillent alors aussi pour d'autres journaux arméniens, grecs et turcs stambouliotes : parmi eux, Anahide Ter Minassian nomme Aram Andonian, M. Tachjian, Kr. Mekhitarian, Max., Nub., Antoniadès, Armenak Der Hagopian, Zareh Kalfayan, etc..
De 1908 à 1914, Anahide Ter Minassian relève la publication de « plus de 1000 dessins satiriques et des centaines de vignettes qui mériteraient l'attention » par Gavroche.
La satire du journal a de nombreuses cibles, dénonçant principalement les travers et mœurs de la communauté arménienne. Gavroche se caractérise par son anticléricalisme, critiquant ainsi l’Église apostolique arménienne (notamment Malakia Ormanian, patriarche de Constantinople de 1896 à 1908, renversé au moment de la révolution de juillet) et son pouvoir sur l'Ermeni Millet (la nation arménienne), mais aussi les Arméniens catholiques et protestants. De même, les partis politiques arméniens comme la Fédération révolutionnaire arménienne (aussi appelé parti Tachnak), ou le Parti social-démocrate Hentchak, sont critiqués. L'alliance entre les Tachnaks et le Comité Union et Progrès est par exemple particulièrement dénoncée. Les instances politiques arméniennes, d'ailleurs souvent aussi religieuses, sont raillées : Gavroche se moque pêle-mêle des élections ecclésiastiques destinées à élire patriarches et catholicos, du fonctionnement de l'Assemblée nationale arménienne de Constantinople, du comportement des rares députés arméniens à la fois membres de l'Assemblée nationale et du Parlement ottoman, etc..
Comme le note Anahide Ter Minassian, si l'autodérision communautaire est le thème qui revient le plus souvent dans Gavroche, le journal s'en prend aussi à des cibles non arméniennes : l'impérialisme occidental, notamment en Afrique, est par exemple dénoncé. Mais le journal reste prudent vis-à-vis de l'Islam, de la société turque ou encore des relations intercommunautaires, craignant la censure du pouvoir ottoman.
Gavroche continue à paraître à Constantinople durant la Première Guerre mondiale, en dépit de plusieurs suspensions et, à partir de novembre 1918, son édition retrouve un cours normal.
Toutefois, les évènements politiques qui secouent le pays (guerre d'indépendance, instauration de la République de Turquie, durcissement du régime kémaliste) et l'extermination de la minorité arménienne lors du génocide arménien font que le journal décline progressivement jusqu'à ce que Yervant Tolayan décide de saborder son journal en 1925. Ainsi, seul un seul numéro est publié début novembre, et il faut attendre le 3 janvier 1926 pour que la publication reprenne.

### En France

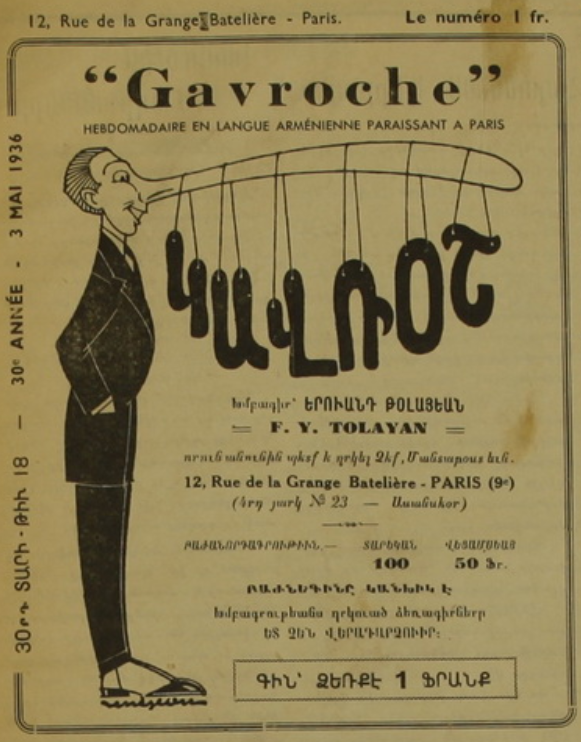
La manchette de Gavroche du 3 mai 1936.

Comme beaucoup d'Arméniens, notamment écrivains et intellectuels, Yervant Tolayan s'installe en France en décembre 1926 et y fait immédiatement renaître Gavroche. Dans le numéro du 5 décembre, il écrit ainsi : « En transférant mon Gavroche à Paris, où la généreuse hospitalité française a attiré un si grand nombre de nos intellectuels, je crois être conséquent avec moi-même, et je suis heureux de respirer cet air de Paris qui vivifie l'esprit et fortifie l'âme. Par ma publication je tâcherai de maintenir mes lecteurs dans l'amour ému et reconnaissant de ce pays, qui est devenu une seconde patrie pour un si grand nombre d'entre nous ».
Le journal est alors lu par la diaspora arménienne de France. Comme le note Anahide Ter Minassian, « Gavroche commente les mœurs parisiennes et adopte le ton de la franche gaudriole et de la gauloiserie. Ce sera un échec ».
Le journal disparaît en 1936. Comme une large partie des réfugiés arméniens rescapés du génocide, Yervant Tolayan pense l'exil temporaire et, poussé par le mal du pays et les difficultés financières, il décide d'émigrer en Arménie soviétique. Quelques mois après son arrivée, il est arrêté et perd la vie en 1937 dans des circonstances inconnues.

## Almanachs
Gavroche publie aussi des almanachs, dont certains sont consultables en ligne :
- (hy) Կավռօշին տարեգիրքը 1922 [« L'almanach de Gavroche de 1922 »], Constantinople, Impr. Simon Ohanian,‎ 1922, 170 p. (lire en ligne)
- (hy) Կավռօշին տարեգիրքը 1925 [« L'almanach de Gavroche de 1925 »], Constantinople, Impr. M. Der-Sahaguian,‎ 1925, 303 p. (lire en ligne)
- (hy) Կավռօշին տարեգիրքը 1927 [« L'almanach de Gavroche de 1927 »], Constantinople, Impr. F. Djariani,‎ 1927, 383 p. (lire en ligne)
- (hy) Կավռօշի տարեգիրքը 1928 [« L'almanach de Gavroche de 1928 »], Paris, Impr. Massis,‎ 1928, 416 p. (lire en ligne sur Gallica)
- (hy) Կավռօշի տարեգիրքը 1932 [« L'almanach de Gavroche de 1932 »], Paris, Impr. Massis,‎ 1932, 287 p. (lire en ligne)
- (hy) Կավռօշի տարեգիրքը 1933 [« L'almanach de Gavroche de 1933 »], Paris, Impr. Massis,‎ 1933, 198 p. (lire en ligne sur Gallica)